# 蓝桥
蓝桥是中国文学作品中用以作為情人相遇之處的代名詞。男女爱情的约会往往称之为“蓝桥约”，若其中一方失约，而另一方殉情則為“魂断蓝桥”。美国电影Waterloo Bridge的中文译名便是《魂断蓝桥》。
「藍橋」一詞出自唐代裴铏小说《传奇裴航》的「蓝桥捣药」，並成为了情人相遇之处的代名词。宋元话本《藍橋記》、元庚天锡杂剧《裴航遇雲英》、明龍膺傳奇《藍橋記》、杨之炯传奇《藍橋玉杵記》均以此作品为题材。

## 地點
据《西安府志》记载，藍橋是位于中国陕西省蓝田县蓝溪上的一座桥，现已不存；此外，元代李直夫所著雜劇《尾生期女渰藍橋》（載於《錄鬼簿》）便是取材自《莊子·盜跖》的尾生抱柱，並將地點設在蓝桥。

## 參照
- 尾生抱柱
- 韋燕春與賈玉珍
- 黑白無常